# Arisaema limbatum
Arisaema limbatum är en kallaväxtart som beskrevs av Takenoshin Nakai och Fumio Maekawa. Arisaema limbatum ingår i släktet Arisaema och familjen kallaväxter. Inga underarter finns listade.